# Stephanie Grisham
Stephanie Ann Grisham (Arizona, 23 de julio de 1976) es una exfuncionaria estadounidense de la Casa Blanca que se desempeñó como secretaria de prensa y directora de comunicaciones de la Casa Blanca desde julio de 2019 hasta abril de 2020. Durante su tiempo como secretaria de prensa de la Casa Blanca, no celebró ninguna sesión informativa. También se desempeñó como jefa de gabinete y secretaria de prensa de la primera dama de los Estados Unidos Melania Trump entre 2020 y 2021, y anteriormente como secretaria de prensa entre 2017 a 2019.
Fue asistente de prensa de la campaña presidencial de Donald Trump en 2016, y luego miembro del equipo de transición presidencial. Como secretaria de prensa, fue la primera secretaria de prensa de la Casa Blanca en la historia de Estados Unidos en no celebrar conferencias de prensa; en su lugar, optó por entrevistas en medios de comunicación conservadores. Grisham asumió el cargo de jefe de gabinete de la primera dama el 7 de abril de 2020. Renunció a su último puesto el 6 de enero de 2021 tras los episodios que desencadenaron en el asalto al Capitolio de los Estados Unidos propiciados por acérrimos militantes del presidente Trump.

## Primeros años
Nacida como Stephanie Ann Sommerville en el estado de Arizona, era hija de Robert Leo Sommerville y Elizabeth Ann Calkins. Sus padres se divorciaron y su madre se volvió a casar, primero con Dave Allen, con quien tuvo otra hija, y luego con el Sr. Schroder. El padre de Stephanie era un criador de cerdos. Se mudó con su madre a East Wenatchee (estado de Washington), donde se graduó en el Eastmont High School en 1994. Grisham comenzó a votar en Arizona como demócrata registrada en 1997. Asistió a la Universidad de Colorado Mesa, pero no obtuvo un título.

## Carrera
Se desempeñó como la portavoz de la Asociación Estadounidense del Automóvil (AAA, por sus siglas en inglés) en el estado de Arizona en 2007, siendo despedida un año después tras ser acusada de falsificar los informes de gastos. Volvería a ser despedida de un trabajo posterior en la agencia publicitaria Mindspace por cargos de plagio, copiando material anteriormente publicado en la web de AAA palabra por palabra en la página web de su cliente.
Entre 2008 a 2010, Grisham trabajó como portavoz de la Asociación de Escuelas Autónomas de Arizona. Allí conoció a Tom Horne, superintendente de escuelas públicas de Arizona. Entre 2011 y 2014, Grisham se desempeñó como portavoz de Tom Horne después de que fuera elegido fiscal general de Arizona. Fue testigo de la ejecución de Joseph Wood en 2014 y afirmó de manera controvertida que la ejecución, que se alargó por más de dos horas, había sido "bastante pacífica" a pesar de las observaciones contrarias.
Después de que el republicano Mark Brnovich derrotara a Horne en las primarias republicanas de 2014, Grisham trabajó como portavoz del caucus republicano de la Cámara de Representantes de Arizona. Revocó las credenciales de prensa del Arizona Capitol Times horas después de que informaran que el presidente de la Cámara, David Gowan, había viajado a expensas de los contribuyentes estatales durante su campaña para el Congreso. Los periodistas se negaron a cumplir y Gowan anuló la orden.
En 2012, Grisham también trabajó para la campaña presidencial de Mitt Romney. En septiembre de 2015, Grisham trabajó como coordinador de prensa para la visita del Papa Francisco a Filadelfia como contratista independiente.

### Campaña electoral de Donald Trump
Hacia agosto de 2015, Grisham empezó a trabajar como ayudante de prensa en la campaña presidencial de Donald Trump. Ella ayudó a organizar sus paradas de campaña en Phoenix y en todo el estado durante las primarias, un papel que rápidamente se expandió para incluir sus mítines en los Estados Unidos. Grisham estuvo en la nómina estatal hasta mayo de 2016, cuando tomó una licencia sin goce de sueldo de la Cámara de Representantes de Arizona para trabajar en la campaña de Trump.
Después de su victoria, Grisham fue nombrada asesora especial de operaciones y formó parte del equipo de transición de Trump. El presidente de la Cámara de Representantes de Arizona, David Gowan, le pagó 19.000 dólares en salario estatal durante un período de 8 semanas mientras se desempeñaba como miembro del equipo de transición de Trump.

### Carrera en la administración Trump
Después de la toma de posesión de Trump en enero de 2017, Grisham fue nombrada subsecretario de prensa de Sean Spicer en el Ala Oeste de la Casa Blanca.
En marzo de 2017, la primera dama Melania Trump la trasladó al Ala Este. Un excompañero de la Casa Blanca dijo que el presidente lamentó perder a Grisham en la oficina de la primera dama debido a la lealtad y habilidad para manejar la prensa mientras actuaba como su secretaria de prensa ambulante. Durante ese tiempo, entabló relaciones con muchos reporteros en eventos. A pesar de perder a Grisham como parte de su propio personal, el presidente Trump dijo que estaba satisfecho de que la primera dama estaría "en buenas manos". Grisham fue descrita por varias fuentes que habían trabajado con ella anteriormente como "muy competente" y "consciente de sí misma"; algunos sugirieron que le gustaba "trolear a la prensa".
La Oficina del Asesor Jurídico Especial de los Estados Unidos declaró que Grisham violó la Ley Hatch de 1939 tras una denuncia del senador Tom Carper. Grisham fue acusada de usar su cuenta oficial de Twitter el 11 de julio de 2018 para tuitear el eslogan de campaña de Trump. La violación de la ley no es un delito, sino una pauta en el lugar de trabajo, y la agencia respondió enviando a Grisham una carta de advertencia.
En julio de 2019, Grisham reemplazó a Sarah Sanders como secretaria de prensa de la Casa Blanca y directora de comunicaciones de la Casa Blanca. Melania Trump anunció el nombramiento de Grisham a través de Twitter el 25 de junio de 2019. El Informe Anual del 28 de junio de 2019 para El Congreso de Personal de la Oficina de la Casa Blanca incluyó a Grisham como "Asistente del Presidente y Subjefe de Gabinete de Comunicaciones de la Primera Dama", con un salario anual de 183.000 dólares.
El 5 de septiembre de 2019, el Washington Examiner publicó un artículo de opinión escrito por Grisham y su adjunto Hogan Gidley titulado "El verano perdido del Washington Post". Los autores afirmaron que el Post no había informado sobre varios logros de Trump que el periódico realmente informó. En un caso, el artículo vinculado a una historia del Post titulado "Trump se convierte en el primer presidente en funciones en poner un pie en Corea del Norte", ya que los autores afirmaron que el periódico no había informado del evento.
El 23 de septiembre de 2019, cuando los presentadores de Fox & Friends le preguntaron si la Casa Blanca planeaba reanudar su rueda de prensa diaria, Grisham dijo que "no ahora [...] en última instancia, si el presidente decide que es algo que deberíamos podemos hacerlo, pero ahora mismo lo está haciendo muy bien. [...] Las sesiones informativas se han convertido en mucho teatro. [...] Muchos reporteros lo estaban haciendo para hacerse famosos".
El 26 de octubre de 2019, en respuesta a las críticas al presidente Trump por parte de su exjefe de gabinete, el general John Kelly, Grisham declaró: "Trabajé con John Kelly y él no estaba totalmente preparado para manejar el genio del presidente".
El 13 de noviembre de 2019, durante el testimonio de William B. Taylor Jr., durante el procedimiento del impeachment al presidente, Grisham comentó que la investigación de juicio político contra Donald Trump fue una "audiencia falsa" que "no solo es aburrida, es una colosal pérdida de tiempo y dinero de los contribuyentes".

El 7 de abril de 2020, se anunció que Grisham dejó su cargo de secretaria de prensa de la Casa Blanca y regresaba al Ala Este para servir como jefa de personal de Melania Trump. Se mantuvo en el cargo hasta la tarde del miércoles 6 de enero de 2021, poco después de producirse el asalto al Capitolio de los Estados Unidos, cuando renunció a su cargo como jefa de personal en protesta por dichos actos.

### Controversias
Grisham extendió a más de un año el período durante el cual no hubo conferencias de prensa formales, de modo que no hubo ninguna durante todo su mandato como secretaria de prensa. Sin embargo, apareció en Fox News, Fox Business Network, One America News Network y en Sinclair Broadcast Group en muchas ocasiones durante el mismo período.
El periodista de la CNN Anderson Cooper dedicó dos segmentos de su programa en horario de máxima audiencia a cuestionar si los contribuyentes debían continuar pagando "un salario de 183.000 dólares y su hipocresía". "La señorita Grisham ha pasado de 'somos seres humanos' a 'ellos son escoria humana'". Sus declaraciones en las redes sociales "involuntariamente irónicas y profundamente hipócritas" y sus infrecuentes entrevistas televisadas "parecen estar destinadas a defender al presidente, pero en realidad señalan sus propios defectos".
Los autores Don Winslow y Stephen King se comprometieron a donar 100.000 dólares cada uno a la caridad si Grisham realizaba una sesión informativa de una hora respondiendo preguntas del cuerpo de prensa de la Casa Blanca. Además, varios ex secretarios de prensa militar y de la Casa Blanca de tres administraciones anteriores a la de Trump, publicaron una carta conjunta pidiendo la restauración de las conferencias de prensa. Las ruedas de prensa nunca ocurrieron.

## Vida personal
Como Stephanie Ann Sommerville, se casó con Danny Don Marries en Nevada el 7 de abril de 1997. Se conocieron en Mesa State College en Grand Junction (Colorado). Tuvieron un hijo en junio de 1998, y su esposo se unió a KOLD-TV como presentador de noticias en Tucson (Arizona) el día después del primer cumpleaños de su hijo. Se divorciaron en 2004.
Más tarde, en 2004, se casó con Todd Grisham, comentarista deportivo de KOLD. Se divorciaron en 2006.
Alrededor de 2008, tuvo un segundo hijo.

### Incidentes
El 9 de enero de 2013, Grisham fue detenida por exceso de velocidad en Gilbert (Arizona). El oficial de policía que la detuvo observó los signos de intoxicación de Grisham y no pasó una prueba de sobriedad. Grisham negó haber consumido alcohol, pero dijo que había tomado Xanax 90 minutos antes y sertralina la noche anterior. Un análisis de sangre reveló que el contenido de alcohol en sangre de Grisham era del 1,05%, cuando el límite legal en el estado era de 0,08%. También se descubrió que conducía con una licencia suspendida desde agosto de 2012 por no responder a una citación de tráfico. En agosto de 2014, Grisham aceptó un acuerdo de declaración de culpabilidad que reducía el cargo a un delito menor de conducción imprudente, más dos años de libertad condicional. Regresó a la corte dos veces por no pagar los 779 dólares en multas y no completar el programa Mothers Against Drunk Driving.
Poco después de la medianoche del 5 de diciembre de 2015, Grisham fue arrestada nuevamente en Phoenix (Arizona) por conducir sin sus luces delanteras y sospecha de conducir bajo los efectos del alcohol, violando así su libertad condicional. Grisham no se presentó a su audiencia judicial el 19 de enero de 2016, por lo que el juez emitió una orden de arresto contra ella. Posteriormente, Grisham se declaró culpable. En julio de 2016, se le ordenó ingresar a un programa de tratamiento y pagar casi 1.600 en costos judiciales y multas.